# As Aranhas Douradas
As Aranhas Douradas (The Golden Spiders no original em inglês) é um romance policial escrito por Rex Stout da série de Nero Wolfe. Foi publicado pela primeira vez em 1953 pela The Viking Press.

## Resumo
Após Nero Wolfe ter reagido petulantemente à substituição de um dos seus pratos favoritos, Archie Goodwin prega-lhe uma partida, ao permitir que Pete Drossos, uma criança da vizinhança, entre em casa e peça ajuda a Wolfe num pretenso caso policial. Pete afirma que, enquanto lavava as janelas de um carro num semáforo, o motorista, uma mulher usando brincos dourados em forma de aranhas, pelos lábios lhe pediu para chamar um polícia, e Pete julga que ela estava a ser ameaçada pelo passageiro masculino. Para satisfazer Pete, Wolfe ordena a Archie para passar esta informação à polícia, mas no dia seguinte descobrem que o mesmo carro, agora conduzido por um homem de fato completo e chapéu castanho, atingiu e matou Pete. Depois sabe-se que Matthew Birch, um agente do Serviço de Imigração e Naturalização, também foi atingido e morto pelo mesmo carro, aparentemente no mesmo dia em que Pete se dirigiu a Wolfe. Embora os dados conhecidos sugiram que Birch foi o homem que Pete viu no carro, as provas no local indicam que Birch foi morto antes de Pete, descartando-o como o assassino de Pete.
Wolfe é depois visitado pela mãe de Pete, a qual lhe dá as suas suas poupanças de apenas $4,30, pedindo que a use para encontrar o assassino do filho. Archie, irritado com a relutância de Wolfe em se envolver, coloca um anúncio no jornal, pedindo à mulher no carro para entrar em contato com Wolfe. Laura Fromm, uma viúva rica, responde ao anúncio e chega à casa de Wolfe usando os brincos de aranha dourada. Wolfe e Archie rapidamente concluem que ela não é a pessoa que procuram, mas ela fica horrorizada ao saber da morte de Pete e afirma que pode saber quem estava a conduzir o automóvel que o atropelou. Fromm recusa-se a revelar esta informação, mas no dia seguinte Wolfe e Archie recebem a notícia de que ela também foi atropelada por um carro e morreu. Enfurecido pelo fato de que duas pessoas que lhe pediram ajuda terem morrido, Wolfe decide encontrar os assassinos.
Archie descobre que as últimas pessoas a ver Fromm viva estão todas direta ou indiretamente ligadas a uma instituição de ajuda a imigrados que Fromm apoiou com doações consideráveis. Enquanto Wolfe dá instruções aos seus agentes Saul Panzer, Fred Durkin e Orrie Cather para encontrar pistas sobre os assassínios, Archie contacta os presentes num jantar realizado com a presença de funcionários da dita instituição de caridade - incluindo a secretária de Fromm, Jean Estey, o advogado da instituição Dennis Horan e a esposa dele, e a diretora da instituição, Angela Wright - e oferece-se para vender os detalhes da conversa entre Wolfe e Fromm na tentativa de fazer saltar o culpado. Mas antes de se aproximar de Paul Kuffner, o diretor de relações públicas da instituição de caridade, este vai ter com Wolfe e oferece-se para pagar a informação. Percebendo que Kuffner foi avisado, Wolfe rejeita a oferta.
Saul que fingiu que é uma pessoa imigrada em busca de ajuda junto da instituição de caridade, avisa que, depois de ter contactado Horan para obter ajuda, foi posteriormente visitado por um homem que tentou chantageá-lo em $10.000. Enquanto isso, Fred encontra dois bandidos que afirmam ter trabalhado com Birch. Ao descobrir que Fred é um investigador particular, eles tentam torturá-lo para obter informações, mas Archie, Saul e Orrie, que seguiram Fred ou os bandidos de forma separada, conseguem resgatá-lo. Saul confirma que um dos bandidos, “Lips” Egan, é o chantagista, e um caderno que encontram no bolso deste revela a existência de uma rede de chantagem visando imigrantes pobres e ilegais.
Antes que os investigadores possam continuar a interrogar os bandidos, Horan chega inesperadamente à base de operações de Egan onde se encontra Archie e os outros. Archie leva Horan e os bandidos ao escritório de Wolfe, onde são detidos para interrogatório por Wolfe e pelo inspetor Cramer. Horan tenta distanciar-se dos dois bandidos, mas Egan confessa o esquema de chantagem e implica Horan nela. Egan revela que Birch foi um dos líderes da operação, mas que, por sua vez, recebia ordens de uma mulher desconhecida. Isto confirma a Wolfe uma suposição equivocada feita pela polícia: que o motorista do carro que matou Pete era um homem, quando de fato fora uma mulher disfarçada de homem.
Com chefes e vários agentes da polícia reunidos no seu escritório, Wolfe revela a identidade do assassino: a secretária de Fromm, Jean Estey. Estey era a verdadeira mentora do grupo chantagista, mas Fromm começou a suspeitar dela e, depois de ouvir a senha que ela usou - "disse uma aranha para uma mosca" - deu os brincos de aranha a Estey numa maneira subtil de confrontá-la. Estey assassinou Birch quando ele exigiu uma parte maior do produto da chantagem, depois matou Pete e Fromm para esconder as suas conexões com Birch e a operação ilegal. Quando o dono de uma loja de roupas trazido por Orrie identifica Estey como tendo comprado o fato e o chapéu usados pelo motorista que matou Pete, ela é presa pelos assassinatos e Horan e Egan são presos pela chantagem.
Wolfe queima o caderno de Egan para evitar que as identidades das vítimas da chantagem sejam expostas, levando Archie a preocupar-se com a possibilidade de ser acusado de destruir provas, mas os três réus são condenados mesmo sem necessidade do caderno como prova.

## Elenco de personagens
- Nero Wolfe - o investigador particular
- Archie Goodwin — assistente de Wolfe e narrador de todas as histórias de Wolfe
- Fritz Brenner - cozinheiro de Wolfe
- Pete Drossos - um garoto de 12 anos que mora no bairro de Wolfe
- Anthea Drossos - mãe de Pete
- Sra. Damon (Laura) Fromm — socialite e filantropa, grande apoiante da Associação de Ajuda aos Imigrados (Assadip)
- Jean Estey - Sra. a secretária pessoal de Fromm
- Paul Kuffner — consultor de relações públicas da Assadip e da Sra. Fromm pessoalmente
- Angela Wright — secretária Executiva da Assadip
- Dennis Horan — conselheiro Geral da Assadip
- Claire Horan - esposa deste
- Vincent Lipscomb — editor do periódico Modern Thoughts e amigo de Laura Fromm
- James Albert Maddox - advogado pessoal de Laura Fromm e executor dos seus bens
- Matthew Birch — do Serviço de Imigração e Naturalização
- Lawrence (Lips) Egan - figura do crime organizado
- Mortimer Ervin — bandido local
- Saul Panzer, Fred Durkin e Orrie Cather — agentes contratados por Wolfe
- Lon Cohen - o periódico Gazeta
- Inspetor Cramer e Sargento Purley Stebbins – representantes do Departamento de Homicídios da Polícia de Manhattan

## A palavra desconhecida
Na maioria dos romances e novelas de Nero Wolfe, há pelo menos uma palavra desconhecida, geralmente dita por Wolfe. The Golden Spiders contém uma, não dita por Wolfe, mas pelo advogado Maddox, e é o tipo de termo legal que Stout tende a evitar: Reposição (Replevy), no Capítulo 8.

## Edições em português
- As Aranhas Douradas, Rex Stout, Abril Controljornal Edipresse, Biblioteca Visão, Coleção Lipton, 2000, ISBN 972-611-697-X
- As Aranhas de Ouro, Companhia das Letras, tradução Celso Nogueira, 1992, 2ª edição: 2002, ISBN 8571642478 (broch.).

## Críticas e comentários
- Anthony Boucher, The New York Times Book Review (15 de novembro de 1953) — Um mistério altamente profissional e completamente satisfatório.
- James Sandoe, New York Herald Tribune (8 de novembro de 1953) — O Sr. Stout imaginou o seu caso de forma refrescante, ouvido de forma aguda e se, depois de tudo isso, ele o resolve de forma um pouco maçante, resta até ao fim a agradável acidez de Archie.
- Revisão de Literatura de Sábado (21 de novembro de 1953) - Nero Wolfe, refastelado na poltrona, resolve o assassinato de três personagens enquanto os polícias de NY rangem os dentes. Archie Goodwin, ajudante, é o moço de recados neste jogo de espelhos; obra regular habitual.

## Adaptações

### The Golden Spiders: A Nero Wolfe Mystery(A&E Network)
O filme original da A&E Network The Golden Spiders: A Nero Wolfe Mystery foi visionado pela primeira vez em 5 de março de 2000. A produção da Jaffe/Braunstein Films estrelou Maury Chaykin como Nero Wolfe e Timothy Hutton como Archie Goodwin. O roteirista veterano Paul Monash adaptou o romance, e Bill Duke dirigiu.
A A&E inicialmente planeou que The Golden Spiders seria o primeiro de uma série de filmes de mistério de duas horas com Nero Wolfe. As altas classificações (3,2 milhões de lares) conquistadas pelo filme, juntamente com os elogios da crítica concedidos a Maury Chaykin como Nero Wolfe e Timothy Hutton como Archie Goodwin, levaram a A&E a encomendar uma série dramática semanal de uma hora - A Nero Wolfe Mystery - em produção.
Outros membros do elenco principal de The Golden Spiders que continuaram na série A&E A Nero Wolfe Mystery incluem Bill Smitrovich (Inspetor Cramer), Colin Fox (Fritz Brenner), Fulvio Cecere (Fred Durkin), RD Reid (Sargento Purley Stebbins) e Trent McMullen (Orrie Cather). Saul Rubinek, que assumiria o papel de Lon Cohen na série, foi escalado como Saul Panzer no episódio piloto.

### Nero Wolfe(Paramount Television)
The Golden Spiders foi vagamente adaptado como o episódio de estreia de Nero Wolfe (1981), uma série de TV da NBC estrelada por William Conrad como Nero Wolfe e Lee Horsley como Archie Goodwin. Outros membros do elenco regular incluem George Voskovec (Fritz Brenner), Robert Coote (Theodore Horstmann), George Wyner (Saul Panzer) e Allan Miller (Inspetor Cramer). As estrelas convidadas na estreia da série incluem Carlene Watkins (Jean Estey), Penelope Windust (Laura Fromm), Katherine Justice (Angela Bell [Wright]), David Hollander (Pete Drossos) e Liam Sullivan (Paul Kessler [Kuffner]). Dirigido por Michael O'Herlihy a partir de um teleplay de Wallace Ware (David Karp), "The Golden Spiders" foi para o ar em 16 de janeiro de 1981.

### Nero Wolfe(Radiotelevisione italiana Sp UMA.)
Roberto Jannone adaptou The Golden Spiders para o terceiro episódio da série de TV RAI Nero Wolfe (Itália 2012), estrelado por Francesco Pannofino como Nero Wolfe e Pietro Sermonti como Archie Goodwin. Situado em 1959, em Roma, onde Wolfe e Archie residem depois de deixar os Estados Unidos, a série foi produzida pela Casanova Multimedia e Rai Fiction e dirigida por Riccardo Donna. "La principessa Orchidea" foi para o ar em 19 de abril de 2012.